# روبرت ريتا
روبرت ريتا (بالإنجليزية: Robert Rita)‏ هو سياسي أمريكي، ولد في 2 أكتوبر 1969 بأوك لاون في الولايات المتحدة. حزبياً، نشط في الحزب الديمقراطي. وقد انتخب عضو مجلس نواب إلينوي.

## وصلات خارجية
- الموقع الرسمي